# Теорема Лапласа
Теоре́ма Лапла́са (розклад Лапласа) — одна з теорем в теорії матриць. Названа на честь французького математика П'єра-Симона Лапласа, якому приписують доведення цієї теореми в 1772 році, хоча окремий випадок цієї теореми про розкладання визначника по рядку (стовпцю) був відомий ще Лейбніцу.

## Теорема
Нехай {\displaystyle \ A=(a_{ij})} — квадратна матриця розміру {\displaystyle \ n\times n,} в якій вибрано довільні {\displaystyle \ k} рядків.
Тоді визначник матриці {\displaystyle \ A} рівний сумі всіляких добутків мінорів {\displaystyle \ k}-го порядку, розташованих в цих рядках, на їх алгебраїчні доповнення.
{\displaystyle \det A=\sum _{j_{1}<\ldots <j_{k}}M_{j_{1},\ldots ,j_{k}}^{i_{1},\ldots ,i_{k}}A_{j_{1},\ldots ,j_{k}}^{i_{1},\ldots ,i_{k}},}
де підсумовування ведеться по всіх номерах стовпців {\displaystyle \ j_{1},\ldots ,j_{k}.}
Число мінорів, по яких береться сума в теоремі Лапласа, рівне числу способів вибрати {\displaystyle k} стовпців з {\displaystyle n}, тобто біноміальному коефіцієнту {\displaystyle \textstyle {n \choose k}}.
Оскільки рядки і стовпці матриці рівносильні щодо властивостей визначника, теорему Лапласа можна сформулювати і для стовпців матриці.
Дана теорема має наступні застосування.

## Розклад визначника по рядку (стовпцю)
Широко відомий окремий випадок теореми Лапласа — розкладання визначника по рядку або стовпцю. Він дозволяє представити визначник квадратної матриці у вигляді суми добутків елементів будь-якого її рядка або стовпця на їх алгебраїчне доповнення.
Нехай {\displaystyle A=(a_{ij})} — квадратна матриця розміру {\displaystyle n\times n}. Нехай також заданий деякий номер її рядка {\displaystyle \ i} або номер її стовпця {\displaystyle \ j.} При {\displaystyle \ k=1} мінорами будуть самі елементи цього рядка чи стовпця.
Визначник {\displaystyle \ A} може бути обчислений за формулами:
Розклад по {\displaystyle i}-му рядку:
{\displaystyle \det A=\sum _{j=1}^{n}a_{ij}A_{ij}}
Розклад по {\displaystyle j}-му стовпцю:
{\displaystyle \det A=\sum _{i=1}^{n}a_{ij}A_{ij}}
де {\displaystyle \ A_{ij}} — алгебраїчне доповнення до елемента, розташованого в рядку з номером {\displaystyle \ i} та стовпці з номером {\displaystyle \ j}.

## Фальшивий розклад
Сума добутків усіх елементів деякого рядка (стовпця) матриці А на алгебраїчні доповнення відповідних елементів будь-якого іншого рядка (стовпця) дорівнює нулю.
{\displaystyle i\neq k\quad \Rightarrow \quad \sum _{j=1}^{n}a_{kj}A_{ij}=0}
{\displaystyle j\neq k\quad \Rightarrow \quad \sum _{i=1}^{n}a_{ik}A_{ij}=0}

## Приклади
Розглянемо матрицю:
{\displaystyle B={\begin{bmatrix}1&2&3\\4&5&6\\7&9&10\end{bmatrix}}.}
Визначник матриці обчислимо за допомогою розкладу Лапласа по першому рядку:
{\displaystyle |B|=1\cdot {\begin{vmatrix}5&6\\9&10\end{vmatrix}}-2\cdot {\begin{vmatrix}4&6\\7&10\end{vmatrix}}+3\cdot {\begin{vmatrix}4&5\\7&9\end{vmatrix}}}
{\displaystyle {}=1\cdot (-4)-2\cdot (-2)+3\cdot 1=3.}
Застосувавши розклад Лапласа по другому стовпцю отримаємо той самий результат:
{\displaystyle |B|=-2\cdot {\begin{vmatrix}4&6\\7&10\end{vmatrix}}+5\cdot {\begin{vmatrix}1&3\\7&10\end{vmatrix}}-9\cdot {\begin{vmatrix}1&3\\4&6\end{vmatrix}}}
{\displaystyle {}=-2\cdot (-2)+5\cdot (-11)-9\cdot (-6)=3.}